# Artă coregrafică maramureșeană
Aproape ritualic prin arhitectura pașilor, naturalețea gesturilor și mimica transfigurată a interpreților, „dansul maramureșean se caracterizează, în raport cu celelalte jocuri din țară, printr-o ritmică extrem de bogată și variată, unică, prin calitatea muzicalității. (...) Frumusețea naturală a matricei neregulate a frazelor muzicale este pusă în valoare de combinațiile ritmice pe valori diferite, tropotite nuanțat în pași mărunței, cu accente pe contratimp și sincope luate chiar în vârful bătăii muzicale. Ritmica tropotită este pregnantă în toate jocurile maramureșene” (Popescu - Județ, 1963). 
Dansul specific băieților este Bărbătescul (sau Feciorescul). Jocul de perechi este numit Învârtita (De-nvârtit) - în timp ce băiatul execută încontinuu pași tropotiți, fata se plimbă la dreapta sau la stânga (sau în jurul lui) în pași mărunți. Un dans specific în zonă este și Jocul lui Vili, dans bărbătesc de tradiție haiducească. 